# Leopold Leopoldi
Leopold Leopoldi, geb. Kohn (* 15. November 1860 in  Saladorf-Diendorf (Niederösterreich); † 22. oder 23. November 1933 in Wien) war ein österreichischer Violinist und Pianist.

## Leben
Leopold Kohn, der seinen Künstlernamen Leopoldi später für seine Familie und sich zum offiziellen Nachnamen machen ließ, stammte aus einer alten Musikerfamilie und beherrschte zehn Instrumente. Er wurde am Konservatorium der Gesellschaft der Musikfreunde in Wien bei Joseph Hellmesberger senior ausgebildet. Seinen Militärdienst leistete er bei der Militärmusik des Infanterieregiments Nr. 72 ab. Dort war er Sologeiger des Streichorchesters. Später lebte er als freiberuflicher Musiker. Er hatte etwa Engagements im Etablissement Klein in Hernals, wo er mit den Volkssängern Carl Spacek und Wilhelm Seidl-Maier zusammenarbeitete. Mit seiner Frau Hermine, geb. Wiener, hatte er die Söhne Ferdinand und Hermann Leopoldi. Auch diese schlugen, nachdem sie Unterricht bei ihrem Vater erhalten hatten, die musikalische Laufbahn ein und gründeten später das Kabarett Leopoldi-Wiesenthal, in dem Leopold Leopoldi als Pianist auftrat.